# POC1A
POC1A (англ. POC1 centriolar protein A) – білок, який кодується однойменним геном, розташованим у людей на 3-й хромосомі. Довжина поліпептидного ланцюга білка становить 407 амінокислот, а молекулярна маса — 45 009.
| 10         |  | 20         |  | 30         |  | 40         |  | 50         |
| ---------- |  | ---------- |  | ---------- |  | ---------- |  | ---------- |
| MAAPCAEDPS |  | LERHFKGHRD |  | AVTCVDFSIN |  | TKQLASGSMD |  | SCLMVWHMKP |
| QSRAYRFTGH |  | KDAVTCVNFS |  | PSGHLLASGS |  | RDKTVRIWVP |  | NVKGESTVFR |
| AHTATVRSVH |  | FCSDGQSFVT |  | ASDDKTVKVW |  | ATHRQKFLFS |  | LSQHINWVRC |
| AKFSPDGRLI |  | VSASDDKTVK |  | LWDKSSRECV |  | HSYCEHGGFV |  | TYVDFHPSGT |
| CIAAAGMDNT |  | VKVWDVRTHR |  | LLQHYQLHSA |  | AVNGLSFHPS |  | GNYLITASSD |
| STLKILDLME |  | GRLLYTLHGH |  | QGPATTVAFS |  | RTGEYFASGG |  | SDEQVMVWKS |
| NFDIVDHGEV |  | TKVPRPPATL |  | ASSMGNLPEV |  | DFPVPPGRGR |  | SVESVQSQPQ |
| EPVSVPQTLT |  | STLEHIVGQL |  | DVLTQTVSIL |  | EQRLTLTEDK |  | LKQCLENQQL |
| IMQRATP    |  |            |  |            |  |            |  |            |

A: Аланін

C: Цистеїн

D: Аспарагінова кислота

E: Глутамінова кислота

F: Фенілаланін

G: Гліцин

H: Гістидин

I: Ізолейцин

K: Лізин

L: Лейцин

M: Метіонін

N: Аспарагін

P: Пролін

Q: Глутамін

R: Аргінін

S: Серин

T: Треонін

V: Валін

W: Триптофан

Задіяний у таких біологічних процесах, як біогенез та деградація війок, альтернативний сплайсинг. 
Локалізований у цитоплазмі, цитоскелеті, клітинних відростках.